# Biniville
Biniville és un municipi francès situat al departament de la Manche i a la regió de Normandia. L'any 2007 tenia 92 habitants.

## Demografia

### Població
El 2007 la població de fet de Biniville era de 92 persones. Hi havia 36 famílies de les quals 8 eren unipersonals (4 homes vivint sols i 4 dones vivint soles), 16 parelles sense fills, 8 parelles amb fills i 4 famílies monoparentals amb fills.
La població ha evolucionat segons el següent gràfic:
Habitants censats

### Habitatges
El 2007 hi havia 42 habitatges, 36 eren l'habitatge principal de la família, 5 eren segones residències i 1 estava desocupat. 41 eren cases i 1 era un apartament. Dels 36 habitatges principals, 30 estaven ocupats pels seus propietaris i 6 estaven llogats i ocupats pels llogaters; 1 tenia dues cambres, 6 en tenien tres, 7 en tenien quatre i 22 en tenien cinc o més. 32 habitatges disposaven pel capbaix d'una plaça de pàrquing. A 17 habitatges hi havia un automòbil i a 17 n'hi havia dos o més.

### Piràmide de població
La piràmide de població per edats i sexe el 2009 era:
| Homes | Edats   | Dones |
| ----- | ------- | ----- |
| 0     | 95 o +  | 0     |
| 0     | 90 a 94 | 0     |
| 0     | 85 a 89 | 1     |
| 1     | 80 a 84 | 1     |
| 3     | 75 a 79 | 2     |
| 3     | 70 a 74 | 2     |
| 1     | 65 a 69 | 4     |
| 1     | 60 a 64 | 1     |
| 6     | 55 a 59 | 2     |
| 3     | 50 a 54 | 3     |
| 2     | 45 a 49 | 4     |
| 4     | 40 a 44 | 2     |
| 4     | 35 a 39 | 2     |
| 4     | 30 a 34 | 4     |
| 2     | 25 a 29 | 2     |
| 2     | 20 a 24 | 0     |
| 4     | 15 a 19 | 3     |
| 4     | 10 a 14 | 1     |
| 5     | 5 a 9   | 1     |
| 2     | 0 a 4   | 3     |

## Economia
El 2007 la població en edat de treballar era de 56 persones, 38 eren actives i 18 eren inactives. De les 38 persones actives 34 estaven ocupades (17 homes i 17 dones) i 4 estaven aturades (1 home i 3 dones). De les 18 persones inactives 8 estaven jubilades, 2 estaven estudiant i 8 estaven classificades com a «altres inactius».
Activitats econòmiques
L'any 2000 a Biniville hi havia 9 explotacions agrícoles que ocupaven un total de 444 hectàrees.

## Poblacions més properes
El següent diagrama mostra les poblacions més properes.